# Лісова кав'ярня

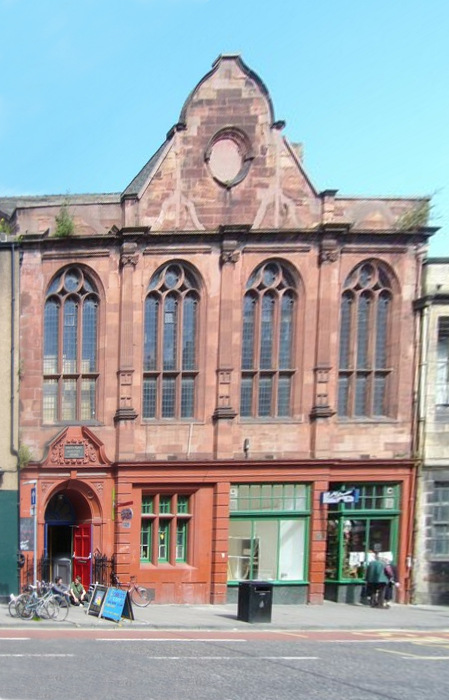
Центр лісу, площа Брісто, Единбург

«Ліс», також відома як Лісова кав'ярня, є незалежним соціальним та творчим центром, розташованим у районі Лорістон, центральний Единбург, Шотландія.
Примітна тим, що керується волонтерами, як благодійно-самостійна некомерційна організація. Лісова кав'ярня раніше була розташована в колишній церкві адвентистів Сьомого Дня Единбурга, будівлі, що належала Единбурзькому університетському поселенню до серпня 2011 року, а також там знаходилась кав'ярня, галерею мистецтв, сценічний майданчик, репетиційна / музична студія та фотолабораторія. У серпні 2012 року «Ліс» знову відновила роботу у Лаурістон-Плейс, Толкросс, де продовжує свою діяльність як благодійна вегетаріанська кав'ярня з регулярними безкоштовними заходами та семінарами, беручи на себе ключову роль у відродженні незалежного розвитку громади в центральному Единбурзі.

## Підґрунтя
Сама «лісова організація» розпочала свою діяльність у серпні 2000 року з місцем проведення в Західному порту, за межами торгового центру Ґрасмаркет в Старому місті Единбурга. Передача приміщень до «Брісто-Плейс» розпочалася у вересні 2003 року, а в жовтні 2003 року відкрилась «Лісова кав'ярня». Після покинення в серпні 2011 року знову відкрилась «Лісова кав'ярня» у Толкросі в серпні 2012 року.

### Брісто-Плейс
Будівля на 3 Брісто-Плейс була побудована протягом 1899—1900 років за проєктом Сідні Мітчелл та Вілсона для Євангельського Союзу на місці колишньої баптистської каплиці. Будинок, зазначений у категорії Б, має 659 квадратних метрів (7 090 фут2)житлову площу і раніше належав Національним музеям Шотландії, які під час 2003 року продали будівлю за 600 000 фунтів стерлінгів. Пам'ятна дошка над дверима відображає її попереднє використання як адвентистська церква сьомого дня, яка придбала будівлю в 1942 році і використовуючи її до 2000 року.
Регулярно проводяться безоплатні заходи, включаючи майстер-класи, музику, кіно, поезію, театр та читання. Протягом кожного літа місцеві організували програму "Серпнева лісова бахрома", театральну та альтернативну програму мистецтва, як альтернативний додаток до основного Единбурзького фестивалю.
У 2004 році «Лісова кав'ярня» стала однією з чотирьох Інтернет-кав'ярень в Об'єднаному Королівстві, яка виграла високорекомендоване посилання в Яху! жовтні 2010 р. Единбурзьке університетське поселення — благодійна організація, що належала будівлі Брісто-Плейст, збанкрутувала, і було повідомлено про те, що приміщення буде продано. «Ліс» розпочала кампанію для того, щоб викупити за 500 000 фунтів стерлінгів, щоб спробувати придбати будівлю або орендувати іншу нерухомість в іншому місці в Единбурзі.

#### Трубний орган
Верхні поверхи будівлі Брісто-Плейс є колишньою церквою, центром якої є Ґрей енд Дейвісон — вбудований трубний орган. Він працює на стисненому повітрі й має 16-футів (4,9 м) високі труби. Спочатку він був встановлений в Королівській каплиці, Дублінському замку наприкінці 19 століття і перевезений на його нинішнє місце у 1900 році. Орган став несправним до середини червня 2007 року, коли в Единбурзі пройшла щорічна конференція Дебіан- ДебКонф 7. Під час тижневої події, необхідні ремонтні роботи виконав Торе Сінгін Беккедал та інші, для того, щоб орган знову функціонував після чого Кейт Паккард зіграв на ньому.
У 2008—2009 роках розпочався проєкт Waldflöte (англійською: «Лісова флейта»), музичний експеримент для керування частинами механічного музичного синтезатора за допомогою електронного МІДІ- інтерфейсу від комп'ютера, Waldflöte що позначає одну з доступних органних пауз, яка обирається через зв'язок слова "ліс". Реставрація синтезатора була здійснена Доркботом Альба без будь-яких довгострокових змін оригінального органу.

#### Захоплення землі
30 листопада 2011 року група місцевих жителів, які протестували проти закриття кількох незалежних мистецьких просторів міста, включно з The Forest, сквотувала стару будівлю Forest, хоча сама акція протесту не була з нею пов’язана. Активісти заявили, що хочуть знову відкрити будівлю для відвідування. У своїй новій іпостасі приміщення приймало кілька подій і партнерських груп, перш ніж його остаточно виселили.

### Толлкросс
«Ліс» перемістився на 141 Лорістон Плейс.

#### Кав'ярня
У кав'ярні подається вегетаріанська кухня, органічна їжа, що вирощується місцевим виробництвом, вегетаріанське харчування та напої Фейртрейд. Поточне меню складається з салатів, лавашів, чилі, буріто, страв з фалафеля та супів. Клієнти можуть заплатити за гарячі напої для інших за допомогою системи Caffè sospeso, яка працює на передоплатній основі, це означає, що клієнт може заплатити за каву для того, хто не може це собі дозволити. Вільний доступ до Інтернету (Wi-Fi), а також музичні інструменти та настільні ігри. Існує безкоштовний магазин, де відвідувачі кав'ярні можуть обмінюватися товарами, які в іншому випадку вони б все одно викинули.

#### Поточна активність
Через місцеві обмеження щодо шуму кафе більше не могло забезпечувати нічну музику чи гучні розваги, однак удень у кафе часто відбувалися безкоштовні виступи місцевих музикантів, поетів або художників. Усі заходи завжди були безкоштовними, квитками не продавалися. У відремонтованому підвалі розташувалась художня галерея, яка двічі на місяць чергувала виставки.

### Громада
«Ліс» підтримує тісні зв'язки з іншими альтернативними громадськими та соціально орієнтованими проєктами у місцевому регіоні, такими, як Единбурзький студентський кооператив житлового будівництва, а також центр обміну та повторного використання (SHRUB), який керується студентами університету Единбургу. 